# Struchium sparganophorum
Struchium sparganophorum  (L.) Kuntze, 1891 è una pianta angiosperma dicotiledone della famiglia delle Asteraceae. Struchium sparganophorum è anche l'unica specie del genere Struchium  P.Browne, 1756.

## Etimologia
Il nome scientifico della specie è stato definito per la prima volta dai botanici Linneo (1707-1778) e Carl Ernst Otto Kuntze (1843-1907) nella pubblicazione " Revisio Generum Plantarum: vascularium omnium atque cellularium multarum secundum leges nomeclaturae internationales cum enumeratione plantarum exoticarum in itinere mundi collectarum. Leipzig" ( Revis. Gen. Pl. 1: 366 ) del 1891.
Il nome scientifico del genere è stato definito per la prima volta dal botanico Patrick Browne (1720-1790) nella pubblicazione " Civil and Natural History of Jamaica in Three Parts, The" ( Civ. Nat. Hist. Jamaica 312, t. 34) del 1756.

## Descrizione
Le piante di questa voce hanno un habitus erbaceo annuale decombente. La pubescenza è formata da peli semplici sparsi.
Le foglie lungo il fusto sono disposte normalmente in modo alterno e subsessile. La lamina è intera e in genere ha la forma varia da lanceolata a ellittica con apici acuti e base attenuata. Il contorno è subcrenulato/seghettato. La consistenza è cartacea. Le venature sono pennate.
Le infiorescenze sono di ascellare, formate da alcuni capolini discoidi, omogami e sessili agglomerati variamente. La struttura dei capolini è quella tipica delle Asteraceae: un peduncolo sorregge un involucro a forma emisferica composto da 20 - 25 brattee disposte su 2 serie subuguali che fanno da protezione al ricettacolo sul quale s'inseriscono i fiori di tipo tubuloso. Le brattee, in genere persistenti, si presentano con forme lineari, diritte e pungenti. Il ricettacolo può essere provvisto di pagliette oppure no.
I fiori, da 50 a 70 per capolino, sono tetra-ciclici (ossia sono presenti 4 verticilli: calice – corolla – androceo – gineceo) e pentameri (ogni verticillo ha in genere 5 elementi). I fiori sono inoltre ermafroditi e actinomorfi (raramente possono essere zigomorfi).
- Formula fiorale:

*/x K {\displaystyle \infty }, [C (5), A (5)], G 2 (infero), achenio
- Calice: i sepali del calice sono ridotti ad una coroncina di squame.
- Corolla: la corolla, formata da un tubo imbutiforme terminanti in 3 - 4 lobi, può essere pubescente/ghiandolare o glabra. Il colore varia da purpureo o lavanda a biancastro.
- Androceo: gli stami sono 3 - 4 con filamenti liberi e distinti, mentre le antere sono saldate in un manicotto (o tubo) circondante lo stilo.[12] Le antere, sagittate, spesso sono ricoperte da ghiandole ed hanno delle code arrotonde; le appendici distali sono a forma triangolare. Il polline è subtriporato (con tre aperture di tipo isodiametrica o poro), echinato (con punte) e  "lophato" (la parte più esterna dell'esina è sollevata a forma di creste e depressioni); sono presenti delle lacune polari.[13]
- Gineceo: lo stilo, colorato di viola, è filiforme con base nodosa. Gli stigmi dello stilo sono due divergenti (subulati) con la superficie stigmatica posizionata internamente (vicino alla base). La pubescenza è del tipo a spazzola con peli appuntiti.[14] L'ovario è infero uniloculare formato da 2 carpelli.

I frutti sono degli acheni con pappo. Gli acheni, a forma più o meno cilindrico-turbinata, hanno 3 - 5 coste (o angoli) con la superficie glabra (non sericea). Il "carpopodium" (carpoforo) è presente. All'interno si può trovare del tessuto di tipo idioblasto e rafidi di tipo subquadrato da corti a moderatamente allungati; non è presente il tessuto tipo fitomelanina. Il pappo, coroniforme, è formato da una serie di squame cartilaginee connate.

## Biologia
- Impollinazione: l'impollinazione avviene tramite insetti (impollinazione entomogama tramite farfalle diurne e notturne).
- Riproduzione: la fecondazione avviene fondamentalmente tramite l'impollinazione dei fiori (vedi sopra).
- Dispersione: i semi (gli acheni) cadendo a terra sono successivamente dispersi soprattutto da insetti tipo formiche (disseminazione mirmecoria). In questo tipo di piante avviene anche un altro tipo di dispersione: zoocoria. Infatti gli uncini delle brattee dell'involucro si agganciano ai peli degli animali di passaggio disperdendo così anche su lunghe distanze i semi della pianta.

## Distribuzione e habitat
La distribuzione delle piante di questa voce è relativa all'America Meridionale, altrove (Africa, India e Indocina) è avventizia.

## Tassonomia
La famiglia di appartenenza di questa voce (Asteraceae o Compositae, nomen conservandum) probabilmente originaria del Sud America, è la più numerosa del mondo vegetale, comprende oltre 23.000 specie distribuite su 1.535 generi, oppure 22.750 specie e 1.530 generi secondo altre fonti (una delle checklist più aggiornata elenca fino a 1.679 generi). La famiglia attualmente (2021) è divisa in 16 sottofamiglie.

### Filogenesi
Le specie di questo gruppo appartengono alla sottotribù Lepidaploinae descritta all'interno della tribù Vernonieae Cass. della sottofamiglia Vernonioideae Lindl.. Questa classificazione è stata ottenuta ultimamente con le analisi del DNA delle varie specie del gruppo. Da un punto di vista filogenetico in base alle ultime analisi sul DNA la tribù Vernonieae è risultata divisa in due grandi cladi: Muovo Mondo e Vecchio Mondo. I generi di Lepidaploinae appartengono al subclade relativo all'America tropicale (l'altro subclade americano comprende anche specie del Nord America e del Messico).
La sottotribù, e quindi i suoi generi, si distingue per i seguenti caratteri:
- l'infiorescenza è cimosa-seriale;
- la pubescenza è fatta di peli semplici o a forma di "T";
- l'involucro è persistente con ricettacolo privo di pagliette;
- gli acheni sono privi di fitomelanina;
- il polline tricolporato è echino-lophato;
- l'areale principale di questo gruppo è l'America tropicale.

In precedenza la tribù Vernonieae, e quindi la sottotribù (Lepidaploinae) di questo genere, era descritta all'interno della sottofamiglia Cichorioideae. La costituzione di questo gruppo è relativamente recente (2009); in precedenza tutti i generi della sottotribù erano descritti all'interno della sottotribù Vernoniinae. Nell'ambito della tribù Lepidaploinae occupa, da un punto di vista filogenetico, una posizione abbastanza "centrale" insieme alle sottotribù Vernoniinae, Chrestinae e Elephantopinae. Attualmente la sottotribù Lepidaploinae, così come è circoscritta, non risulta monofiletica.
I caratteri distintivi per le specie di questo genere ( Struchium ) sono:
- il portamento di queste piante è annuale;
- la corolla possiede 3 - 4 lobi;
- il pappo è cartilagineo;
- il polline è triporato con singole lacune polari.

Il numero cromosomico delle specie di questo genere è: 2n = 32.

### Sinonimi
Sono elencati alcuni sinonimi per questa entità:
- Ethulia sparganophora L.
- Ethulia struchium  Sw.
- Sparganophorus africanus  (P.Beauv.) Steud.
- Sparganophorus ethulia  Crantz
- Sparganophorus fasciatus  Poir.
- Sparganophorus fasciculatus  Steud.
- Sparganophorus fuscatus  Steud.
- Sparganophorus sparganophora  (L.) C.Jeffrey
- Sparganophorus struchium  (Sw.) Poir.
- Sparganophorus vaillantii  Crantz
- Sparganophorus vaillantii var. longifolius  Griseb.
- Struchium africanum P.Beauv.

I sinonimi per il genere sono:
- Athenaea Adans.
- Sparganophorus  Boehm.